# Queen Mary 2
RMS Queen Mary 2 е британски трансатлантически океански лайнер, построен от френската компания Chantiers De L’Atlantique Nantes и опериран от Cunard Line. Кръстен е от кралица Елизабет II. Като жест от страна на кралската поща е носител на престижната титла RMS – титла, която носят повечето кораби на Cunard Line от XIX и XX век и единственият с тази титла към 2024 г. Лайнерът е и флагмански кораб на Cunard Line от влизането му в експлоатация през януари 2004 г. до днес.
Към 2024 г. Queen Mary 2 е най-големият океански лайнер, построен някога, както и единственият, който все още извършва рутинни трансатлантически плавания.

## Коментари
1. ↑  Префиксът RMS (от английски: Royal Mail Ship) означава „кралски пощенски кораб“, приет във Великобритания през 1840 г. за обозначаване на плавателните съдове, имащи договор с Британската кралска поща.